# Jugastru
Jugastru – wieś w Rumunii, w okręgu Mehedinți, w gminie Butoiești. W 2011 roku liczyła 344 mieszkańców.